# كليمنت ويلسون
كليمنت ويلسون (بالإنجليزية: Clement Wilson)‏ هو منافس ألعاب قوى أمريكي، ولد في 1 فبراير 1891، وتوفي في 7 أبريل 1983.

## وصلات خارجية
- كليمنت ويلسون على موقع أوليمبيديا (الإنجليزية)